# Minosiella
Minosiella là một chi nhện trong họ Gnaphosidae.